# Anneau des Skellig

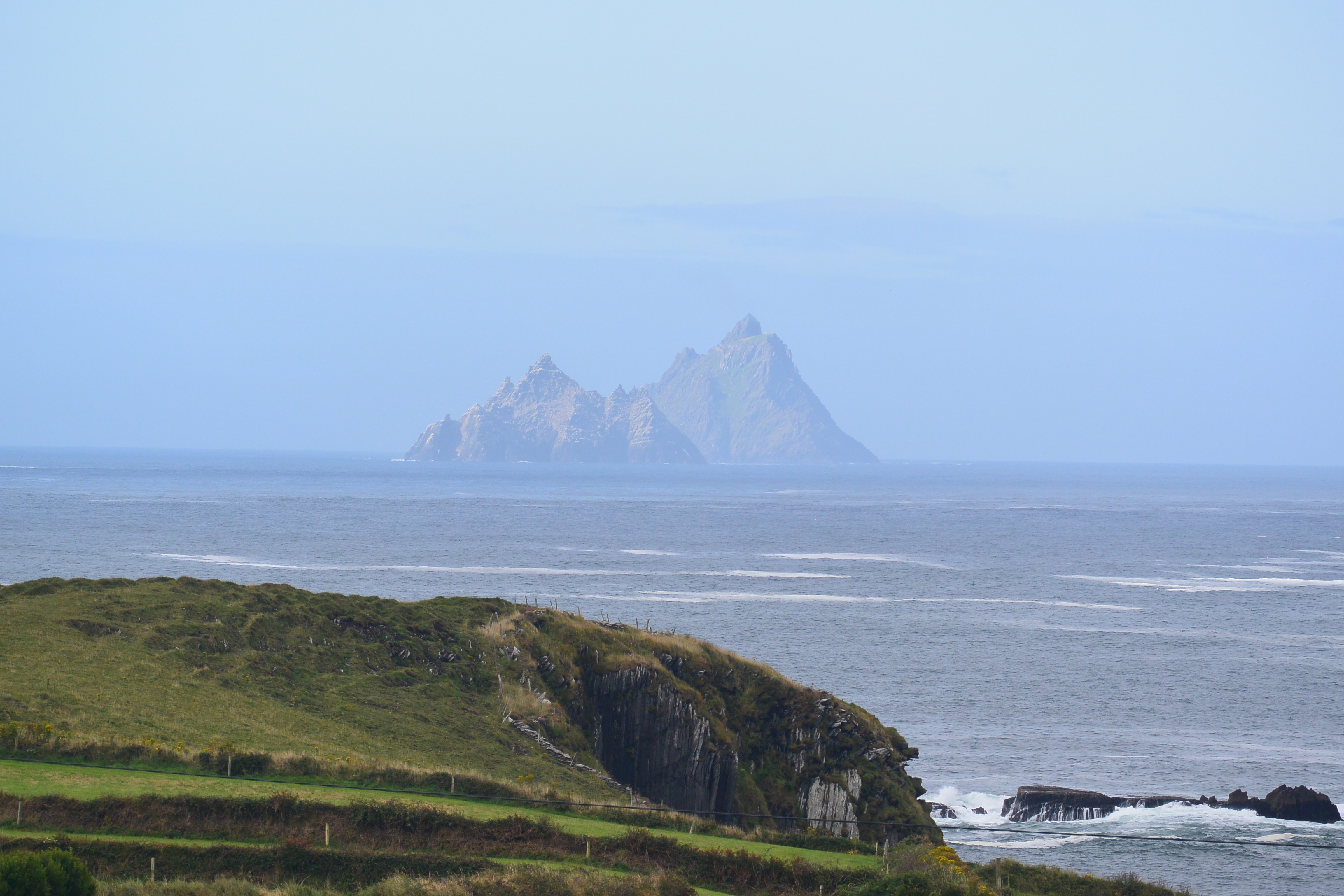
Vue de l'archipel des Skellig depuis le circuit touristique.

L'anneau des Skellig (Ring of Skellig) est un circuit touristique situé dans le comté de Kerry, à l'ouest de l'Irlande. Il se situe au bout de la péninsule d'Iveragh dans le prolongement de l'anneau du Kerry.
Il se sépare de l'anneau du Kerry à la sortie de Cahersiveen (en venant de Kells) en prenant le bac pour Valentia Island, puis rejoint Portmagee par un pont avant de longer la cote jusqu'à Ballinskelligs. Il rejoint l'anneau du Kerry peu avant Waterville.

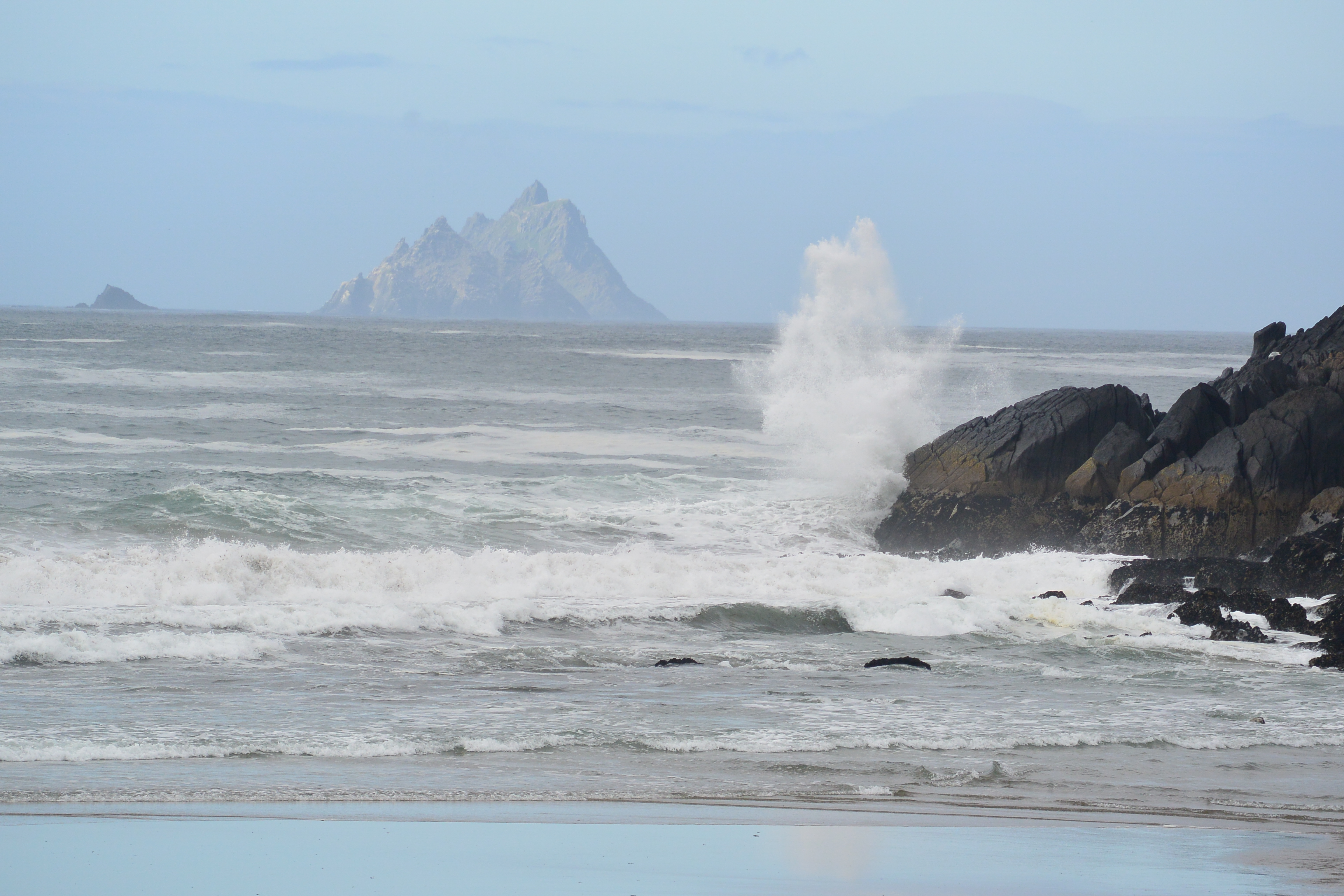
Vue de l'archipel des Skellig depuis St. Fininan's bay.

Le long de ce circuit, on trouve sur Valentia le Geokaun, et des traces de tétrapodes visibles à marée basse. À la sortie de Portmagee se situent les plus hautes falaises du comté de Kerry. Le circuit descend ensuite vers la St. Finian's Bay, sur laquelle vient se briser l'océan Atlantique, avec vue sur les îles Skellig. Dans la baie, la baignade est interdite car il y a des rouleaux même par temps calme. À proximité se trouve le Temple Cashel Oratory, une petite église.
Enfin, le circuit rejoint la route de Waterville par la R567. Cette route, très étroite, n'est pas fréquentée par les autobus.